# Tiro con arco en los Juegos Olímpicos de París 2024
El torneo de tiro con arco en los Juegos Olímpicos de París 2024 se realizó en la Explanada de Los Inválidos de París del 25 de julio al 4 de agosto de 2024.
En total se disputaron en este deporte cinco pruebas diferentes, dos masculinas (individual y equipos), dos femeninas (individual y equipos) y una mixta (dobles). El programa de competiciones se mantuvo como en la edición anterior.

## Clasificación
Participaron en total 128 deportistas (64 hombres y 64 mujeres) de diferentes comités olímpicos nacionales pertenecientes a la Federación Mundial de Tiro con Arco.

## Calendario
| C | Clasificación | E | Eliminatorias | F | Finales |

| Fecha→ Prueba ↓      | 25 Jue | 26 Vie | 27 Sáb | 28 Dom | 29 Lun | 30 Mar | 31 Mié | 01 Jue | 02 Vie | 03 Sáb | 04 Dom |
| -------------------- | ------ | ------ | ------ | ------ | ------ | ------ | ------ | ------ | ------ | ------ | ------ |
| Individual masculino | C      |        |        |        |        | E      | E      | E      |        |        | F      |
| Equipo masculino     |        |        |        |        | F      |        |        |        |        |        |        |
| Individual femenino  | C      |        |        |        |        | E      | E      | E      |        | F      |        |
| Equipo femenino      |        |        |        | F      |        |        |        |        |        |        |        |
| Equipo mixto         |        |        |        |        |        |        |        |        | F      |        |        |

## Medallistas

### Masculino
| Evento                   | Oro                                                      | Plata                                                               | Bronce                                                 |
| ------------------------ | -------------------------------------------------------- | ------------------------------------------------------------------- | ------------------------------------------------------ |
| Individual (4 de agosto) | Kim Woo-Jin · Corea del Sur                              | Brady Ellison · Estados Unidos                                      | Lee Woo-Seok · Corea del Sur                           |
| Equipo (29 de julio)     | Kim Je-Deok · Kim Woo-Jin · Lee Woo-Seok · Corea del Sur | Baptiste Addis · Thomas Chirault · Jean-Charles Valladont · Francia | Mete Gazoz · Ulaş Tümer · Abdullah Yıldırmış · Turquía |

### Femenino
| Evento                   | Oro                                                          | Plata                                                          | Bronce                                                        |
| ------------------------ | ------------------------------------------------------------ | -------------------------------------------------------------- | ------------------------------------------------------------- |
| Individual (3 de agosto) | Lim Si-Hyeon · Corea del Sur                                 | Nam Su-Hyeon · Corea del Sur                                   | Lisa Barbelin · Francia                                       |
| Equipo (28 de julio)     | Jeon Hun-Young · Lim Si-Hyeon · Nam Su-Hyeon · Corea del Sur | An Qixuan · Li Jiaman · Yang Xiaolei · República Popular China | Ángela Ruiz · Alejandra Valencia · Ana Paula Vázquez · México |

### Mixto
| Evento               | Oro                                        | Plata                                       | Bronce                                          |
| -------------------- | ------------------------------------------ | ------------------------------------------- | ----------------------------------------------- |
| Equipo (2 de agosto) | Kim Woo-Jin · Lim Si-Hyeon · Corea del Sur | Florian Unruh · Michelle Kroppen · Alemania | Brady Ellison · Casey Kaufhold · Estados Unidos |

## Medallero
| Núm. | País                    | Oro | Plata | Bronce | Total |
| ---- | ----------------------- | --- | ----- | ------ | ----- |
| 1    | Corea del Sur           | 5   | 1     | 1      | 7     |
| 2    | Estados Unidos          | 0   | 1     | 1      | 2     |
| 2    | Francia                 | 0   | 1     | 1      | 2     |
| 4    | Alemania                | 0   | 1     | 0      | 1     |
| 4    | República Popular China | 0   | 1     | 0      | 1     |
| 5    | México                  | 0   | 0     | 1      | 1     |
| 5    | Turquía                 | 0   | 0     | 1      | 1     |
|      | TOTAL                   | 5   | 5     | 5      | 15    |